# Внебрачный сын (фильм)
«Внебрачный сын» (хинди मैं तुलसी तेरे आँगन कि, Main Tulsi Tere Aangan Ki, дословно: «Я — базилик в твоём дворе») — индийский кинофильм режиссёра Радж Кхосла, выпущенный в 1978 году в оригинале на языке хинди. По результатам проката ему был присвоен статус «Суперхит». Лучший фильм 1978 года по мнению Filmfare Awards.

## Сюжет
Молодая девушка Тулси, родившаяся и выросшая в доме свиданий, отказывается там работать и убегает. На улице она встречает тхакура Раджнатха Чоухана, который, сжалившись над девушкой, приглашает её жить в свой дом. Между ними вспыхивают чувства, но препятствием к счастью становится происхождение Тулси. Понимая, что ей не суждено быть с любимым, Тулси убеждает тхакура, поддаться уговорам матери и жениться на девушке из приличной семьи. Лишь после свадьбы Раджнатх обнаруживает, что его возлюбленная ждёт ребёнка.
Санджокта, молодая жена Раджнатха, узнает о существовании любовницы в день, когда та рожает сына. Она идёт к ней и требует, чтобы та вернула ей мужа, так как он до сих пор не живёт с ней, как с женой. После этого разговора, Тулси принимает яд и умирает. Санжокта, не желавшая её смерти, винит во всем себя. Она отвозит Аджая, сына Тулси, в интернат, где его воспитают и дадут образование. Спустя год у Санжокты появляется собственный сын Пратап. Ещё через несколько лет гибнет тхакур Чоухан.
Санжокта не забывает навещать Аджая в интернате, а когда он становится взрослым, предлагает ему работу управляющего на её фабрике. Пратап завидует, когда видит любовь и доверие, которые его мать проявляет к Аджаю, и теряется в догадках, что является тому причиной. Но, когда Санжокта при всех называет Аджая старшим сыном своего мужа, он начинает испытывать к нему ещё большую неприязнь. Пратап старается очернить Аджая в глазах матери, приписывая ему свои прегрешения. Он показывает матери долговую расписку, которую Аджай дал, чтобы спасти Пратапа от долгов перед публичным домом. Он также уговаривает девушку, забеременевшую от него, сказать, что отец ребёнка — Аджай. Поверив клевете, Санджокта прогоняет старшего сына из дома. Тем временем родственники беременной девушки решают убить Пратапа за то, что он так и не выполнил своего обещания жениться на ней. Аджай, несмотря на все обиды, решает спасти брата.

## В ролях
- Нутан — Санжокта, жена тхакура Чоухана
- Винод Кханна — Аджай, сын Тулси
- Аша Парекх — Тулси, возлюбленная тхакура Чоухана
- Виджай Ананд — тхакур Раджнатх Сингх Чоухан
- Деб Мукерджи — Пратап Чоухан, сын Санджокты
- Нита Мехта — Найни, возлюбленная Аджая
- Гита Бехл — Гита, любовница Пратапа
- Гога Капур — тхакур Амджер Сингх
- Джагдиш Радж — Агарвал
- Правин Паул — Лила Бай, хозяйка публичного дома

## Саундтрек
| №  | Название                       | Исполнители                | Длительность |
| -- | ------------------------------ | -------------------------- | ------------ |
| 1. | «Chhap Tilak Sab Chhini Re»    | Лата Мангешкар, Аша Бхосле | 5:15         |
| 2. | «Nathaniyan Jo Dali»           | Анурадха Паудвал, Хемлата  | 4:42         |
| 3. | «Yeh Khidki Jo Band Rahti Hai» | Мохаммед Рафи              | 5:04         |
| 4. | «Saiyan Rooth Gaye»            | Шобха Гурту                | 3:29         |
| 5. | «Main Tulsi Tere Aangan Ki»    | Лата Мангешкар             | 5:17         |
| 6. | «Main Tera Kya Le Jaoongi»     | Лата Мангешкар             | 1:34         |
| 7. | «Mat Ro Behna»                 | Лата Мангешкар             | 1:33         |

## Награды
«Внебрачный сын» принёс авторам 3 награды Filmfare Awards в 1979 году.
- Filmfare Award за лучший фильм
- Filmfare Award за лучшую женскую роль — Нутан
- Filmfare Award за лучший диалог в фильме — Рахи Масум Реза

Помимо этого фильм был представлен ещё в 6 номинациях.
- Filmfare Award за лучшую режиссуру — Радж Кхосла
- Filmfare Award за лучшую женскую роль второго плана — Нутан
- Filmfare Award за лучшую женскую роль второго плана — Аша Парекх
- Filmfare Award за лучшие стихи к песне для фильма — Ананд Бакши («Main Tulsi Tere»)
- Filmfare Award за лучший женский закадровый вокал — Шобха Гурту («Saiyan Rooth Gaye»)
- Filmfare Award за лучший сюжет.